# 도미니크 로슈토
도미니크 클로드 로슈토(프랑스어: Dominique Claude Rocheteau, 1955년 1월 14일 ~ )는 프랑스의 전직 축구 선수로, 현역 시절 측면 미드필더로 활약했다. 그는 월드컵에 3번 참가하여 각 대회에서 최소 1골씩 넣었고, 유로 1984 우승도 경험했다. 구단대항전에서, 그는 디비시옹 1을 4번 우승했고, 쿠프 드 프랑스를 3번 들어올렸으며, 1976년 유러피언컵 결승전에 출전했다.

## 클럽 경력
로슈토는 샤랑트-마리팀 주 생트 출신으로, 당시 프랑스에서 가장 강성하고 인기있던 생-테티엔에서 프로 선수로 신고식을 치렀다. 그는 굽이굽이 예리하게 전진하는 안쪽 우측 공격 자원으로 녹색 천사(l'Ange Vert)라는 별칭이 붙었다. 그는 부상으로, 1976년 유러피언컵 결승전에 8분 출전하는데 그쳤는데, 생-테티엔은 이 경기에서 바이에른 뮌헨에 0-1로 패했다. 그는 디비시옹 1을 3년 연속(1974년, 1975년, 1976년) 우승했고, 쿠프 드 프랑스도 1번(1977년) 우승했다. 이후, 그는 1980년에 파리 생-제르맹으로 이적해 디비시옹 1을 1번(1986년), 쿠프 드 프랑스를 2번(1982년, 1983년) 들어올렸다. 1987년, 그는 툴루즈로 이적해 말년 2년을 보내고 1989년에 축구화를 벗었다.
2012년에 선수로서 가장 기억에 남는 순간을 질문받자, 로슈토는 디나모 키이우와의 1975-76 시즌 유러피언컵 8강 2차전에서 107분에 터뜨린 결승골을 뽑았다. 당시 생-테티엔은 1차전에서 0-2로 패했지만, 2차전에서 연장전 끝에 3-0으로 역전승했다. 디나모 키이우는 앞서 1974-75 시즌에 유러피언 컵위너스컵을 우승한 구단이었다.

## 국가대표팀 경력
로슈토는 1975년부터 1986년까지 프랑스 국가대표팀 일원으로 49번의 경기에 출전해 15골을 기록했다. 그는 1978년, 1982년, 그리고 1986년에 월드컵을 3번 출전했고, 유로 1984의 우승도 맛보았다.(단 이 대회 결승전에는 부상으로 결장했다.)
로슈토는 프랑스가 1차 조별 리그에서 탈락한 1978년 월드컵에 2경기 출전해 1골을 기록했다. 4년 후인 1982년 대회에는 4경기에 출전해 2골을 기록했다. 그는 석패한 서독과의 준결승전에 선발로 출전했고, 승부차기 주자로 나서서 골망을 흔들었다. 1986년, 로슈토는 이 대회에서 1골에 그쳤지만, 4골을 도왔다. 그는 이 대회에도 4경기를 출전했는데, 브라질과의 8강전에도 출전했지만,(이 경기 연장전에서 부상으로 교체되어 나가면서 승부차기 주자로 나서지는 않았다) 서독과의 준결승전에 결장했다.

## 사생활과 은퇴 후 행보
로슈토는 샤랑트-마리팀 주 에톨에서 유년 시절을 보냈는데, 그의 부친과 조부가 이곳에서 굴 양식업에 종사했다. 가업은 그의 형제인 앙토니가 이어받았다.
은퇴 후, 로슈토는 스포츠 요원으로 활동했는데, 다비 지놀라, 레날 페드로와 협업했다. 2002년, 그는 프랑스 축구 연맹 윤리위원장으로 취임했다. 그는 2010년에 생-테티엔 수뇌부에 합류해 구단의 여러 보직을 돌아가며 맡았다.
축구 외적으로, 로슈토는 극좌 정치성향을 나타낸 것으로 알려져 있고, 혁명적 공산주의 동맹과 노동자 투쟁과 밀접한 연계 활동했다. 1995년, 그는 모리스 피알라가 감독한 제라르 드파르디외 주연 영화  르 가르슈(Le Garçu)의 조연으로 출연했다. 그는 몇몇 영화, 텔레비전 쇼, 그리고 광고에 출연하기도 했다.

## 경력 통계

### 클럽
| 클럽           | 시즌      | 리그       | 리그 | 리그 | 컵   | 컵 | 유럽 | 유럽 | 합계 | 합계 |
| 클럽           | 시즌      | 리그명     | 출장 | 골   | 출장 | 골 | 출장 | 골   | 출장 | 골   |
| -------------- | --------- | ---------- | ---- | ---- | ---- | -- | ---- | ---- | ---- | ---- |
| 생-테티엔      | 1972–73   | 디비시옹 1 | 2    | 0    | 0    | 0  | —    | —    | 2    | 0    |
| 생-테티엔      | 1973–74   | 디비시옹 1 | 4    | 0    | 2    | 1  | —    | —    | 6    | 1    |
| 생-테티엔      | 1974–75   | 디비시옹 1 | 4    | 0    | 1    | 0  | —    | —    | 5    | 0    |
| 생-테티엔      | 1975–76   | 디비시옹 1 | 22   | 11   | 1    | 0  | 8    | 3    | 31   | 14   |
| 생-테티엔      | 1976–77   | 디비시옹 1 | 27   | 3    | 7    | 0  | 6    | 0    | 40   | 3    |
| 생-테티엔      | 1977–78   | 디비시옹 1 | 26   | 5    | 1    | 0  | 2    | 0    | 29   | 5    |
| 생-테티엔      | 1978–79   | 디비시옹 1 | 37   | 21   | 5    | 0  | —    | —    | 42   | 21   |
| 생-테티엔      | 1979–80   | 디비시옹 1 | 31   | 11   | 6    | 1  | 5    | 0    | 42   | 12   |
| 생-테티엔      | 합계      | 합계       | 153  | 51   | 23   | 2  | 21   | 3    | 197  | 56   |
| 파리 생-제르맹 | 1980–81   | 디비시옹 1 | 37   | 16   | 3    | 2  | —    | —    | 40   | 18   |
| 파리 생-제르맹 | 1981–82   | 디비시옹 1 | 22   | 10   | 8    | 6  | —    | —    | 30   | 16   |
| 파리 생-제르맹 | 1982–83   | 디비시옹 1 | 26   | 11   | 9    | 3  | 3    | 0    | 38   | 14   |
| 파리 생-제르맹 | 1983–84   | 디비시옹 1 | 30   | 9    | 1    | 0  | 3    | 0    | 34   | 9    |
| 파리 생-제르맹 | 1984–85   | 디비시옹 1 | 31   | 15   | 10   | 2  | 3    | 3    | 44   | 20   |
| 파리 생-제르맹 | 1985–86   | 디비시옹 1 | 35   | 19   | 7    | 1  | —    | —    | 42   | 20   |
| 파리 생-제르맹 | 1986–87   | 디비시옹 1 | 23   | 3    | 2    | 0  | 2    | 0    | 27   | 3    |
| 파리 생-제르맹 | 합계      | 합계       | 204  | 83   | 40   | 14 | 11   | 3    | 255  | 100  |
| 툴루즈         | 1987–88   | 디비시옹 1 | 26   | 6    | 4    | 1  | 4    | 2    | 34   | 9    |
| 툴루즈         | 1988–89   | 디비시옹 1 | 34   | 7    | 2    | 0  | —    | —    | 36   | 7    |
| 툴루즈         | 합계      | 합계       | 60   | 13   | 6    | 1  | 4    | 2    | 70   | 16   |
| 경력 합계      | 경력 합계 | 경력 합계  | 417  | 147  | 69   | 17 | 36   | 8    | 522  | 172  |

### 국가대표팀
| 국가대표팀 | 연도 | 출장 | 골 |
| ---------- | ---- | ---- | -- |
| 프랑스     | 1975 | 3    | 0  |
| 프랑스     | 1976 | 2    | 0  |
| 프랑스     | 1977 | 4    | 2  |
| 프랑스     | 1978 | 5    | 1  |
| 프랑스     | 1979 | 2    | 0  |
| 프랑스     | 1980 | 2    | 0  |
| 프랑스     | 1981 | 4    | 1  |
| 프랑스     | 1982 | 6    | 2  |
| 프랑스     | 1983 | 6    | 3  |
| 프랑스     | 1984 | 5    | 1  |
| 프랑스     | 1985 | 4    | 4  |
| 프랑스     | 1986 | 6    | 1  |
| 합계       | 합계 | 49   | 15 |

## 수상
생-테티엔
- 디비시옹 1: 1973–74, 1974–75, 1975–76
- 쿠프 드 프랑스: 1976–77
- 유러피언컵 준우승: 1975–76

파리 생-제르맹
- 디비시옹 1: 1985–86
- 쿠프 드 프랑스: 1981–82, 1982–83

프랑스
- 월드컵 3위: 1986
- 유럽 선수권 대회: 1984
- 코파 아르테미오 프란키: 1985